# Grafisk roman
En grafisk roman (også kaldt tegneserieroman eller graphic novel efter det tilsvarende engelske udtryk) betegner på dansk en længere tegneserie-fortælling med en sammenhængende historie – nærmest en tegnet roman. Typisk vil den have en sammensat historiefortælling og realistiske og nuancerede personskildringer.

## Historie
Udtrykket graphic novel blev indført af en amerikansk tegneseriehistoriker i 1964 og kendt på engelsk i USA i løbet af 1970'erne. Udtrykket blev anvendt for at give et mere seriøst indtryk af tegneseriegenren, blandt andet fordi den almindelige engelske betegnelse for tegneserie, comics, havde grundbetydningen "sjov" eller "komisk" (fra det engelske tillægsord comic), hvilket ikke passede godt med de mere alvorlige og sommetider dystre temaer i mange seriøse tegneserier.
En foregangsmand for genren var amerikaneren Will Eisner med værket En kontrakt med Gud fra 1978, der populariserede graphic novel som genrebetegnelse. Det 200 sider lange værk blev offentliggjort i bogform i stedet for først at komme som føljeton i en avis eller et blad, som det var normalt for tegneserier.
Efter 2000 fik genren et opsving, da amerikanske boghandlere begyndte at opstille grafiske romaner som en særskilt afdeling. På dette tidspunkt kom der også flere filmatiseringer baseret på historierne i forskellige grafiske romaner, eksempelvis Road to Perdition fra 2002 og V for Vendetta fra 2006. Der havde tidligere været en del filmatiseringer af tegneserier, men disse var ofte blot bygget over populære tegneseriefigurer og deres grundlæggende ide snarere end konkrete historier fra tegneserieren, f.eks. filmatiseringer af Superman, Batman og Men in Black.

## Stiltræk
Grafiske romaner forener tegneseriens måde at fortælle en historie på gennem illustrationer og romanens komplekse handlingsforløb og detaljerede personskildringer. De henvender sig typisk til modne og seriøse læsere. Længden kan minde om en traditionel roman og er dermed længere end mange traditionelle tegneserier, der spænder fra en enkelt stribe op til et blad eller tegneseriealbum. Personerne i handlingen har realistiske liv med realistiske konsekvenser af deres handlinger. Modsat hovedpersoner i mange kendte tegneserier som Tintin eller Spiderman kan hovedpersonen i en grafisk roman godt komme tragisk af dage i løbet af handlingen. Visuelt og fysisk er grafiske romaner ofte større, tykkere og tungere end traditionelle tegneseriealbum, og de benytter sig heller ikke altid af tegneseriens normale grafiske rammer, men kan f.eks. bestå af større og nærmest maleriagtige tegninger med en tilhørende tekst. Ligesom romaner kan de inddeles i mange forskellige undergenrer som fantasy, krimier, gysere osv.
Overgangene mellem grafiske romaner og tegneserier er dog flydende, og nogle mener, at begrebet "graphic novel" i 2020'erne blot er et synonym for tegneserier.

## Eksempler på grafiske romaner
Eksempler på grafiske romaner er Maus af Art Spiegelman, Nikopol Trilogien af Enki Bilal, The Hunting Party af Pierre Christin, Morbus Gravis af Paolo Serpieri, Vogterne (eng.: Watchmen) af Alan Moore, Lovecraft af Hans Rodionoff, Het Verdiende Loon af Yuri Landman The Fallen af David Aaron Clark og RanXerox af Stefano Tamburini og Tanino Liberatore.